# 愛與平成之色男
《愛與平成之色男》（日语：愛と平成の色男）是日本的愛情喜劇電影，於1989年由日本松竹公司發行。

## 概要
長島道行白天是牙醫，晚上則搖身一變成為爵士樂手在酒吧表演。風流倜儻的長島不停地換女友，但卻從沒打算成家立室。常常失眠的長島，其實非常渴望找到一個讓他疲累得可以好好睡一覺的美麗女子。長島跟現任女友真理已經交往了一段日子。真理常常上門為他打掃家居，後來更來電說要跟他結婚。其實長島已開始對她生厭，只是真理纏著不放。每當遇上這種情形，長島就會請他那個當護士的妹妹留理子幫忙，把女友甩掉。
一心想找個完美情人的長島最後卻周旋在百合、由加和惠子三位女性之間⋯

## 製作
- 編劇及導演：森田芳光
- 音樂：野力奏一（日语：野力奏一）
- 片長：96分鐘

## 演員
- 石田純一（日语：石田純一）：長島道行
- 鈴木保奈美：長島留理子
- 武田久美子（日语：武田久美子）：野立百合
- 財前直見：藤木由加
- 久保京子（日语：久保京子）：倉田真理
- 鈴木京香：坂木惠子
- 桂三木助（日语：桂三木助 (4代目)）：神山三夫

## 獎項
| - 第13屆日本電影金像獎（1990年） - 「最佳攝影獎」：仙元誠三 - 「最佳燈光獎」：渡邊三雄 |

## 外部連結
- 互联网电影数据库（IMDb）上《愛與平成之色男》的资料（英文）